# Schienenverkehr in São Tomé und Príncipe

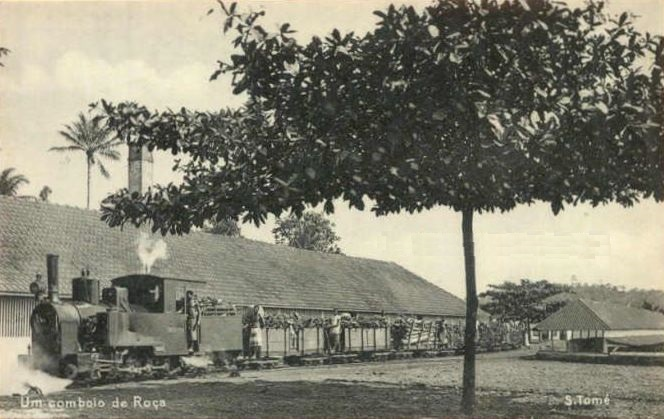
Schmalspurbahn in São Tomé

Schienenverkehr in São Tomé und Príncipe wurde zwischen 1906 und 1950 betrieben. Es fand ausschließlich Güterverkehr statt, Personenverkehr gab es auf São Tomé und Príncipe nicht. Auf einzelnen Plantagen (Roças) wurden danach intern noch Gleise genutzt. Die Feldbahn der Roça Monte Café ist heute die letzte genutzte Gleisanlage (Stand  September 2022).

## Geschichte
Die portugiesische Kolonie São Tomé und Príncipe war seit 1850 zu einem bedeutenden Kakao-Produzenten aufgestiegen. Den zunehmenden Problemen im Transport wollte man ab 1890 mit verschiedenen Plänen zum Bau von Bahnlinien begegnen. 1899 wurde eine erste konkrete Gesetzesvorlage des Marineministers Eduardo Vilaça von der Regierung abgelehnt. Es folgten umfangreichere geografische Erhebungen zur Ausarbeitung detaillierterer Pläne. 1906 begann schließlich der Bau der ersten Strecke durch eine private Gesellschaft, die kurze Zeit später den Betrieb an den portugiesischen Staat abgab. 1908 erstreckte sich das Bahnnetz zwischen den Landgütern, den Roças, bereits auf 245 km.
Weitere Ausbaupläne für den Schienenverkehr auf der Insel São Tomé und erste Planungen für Schienenverkehr auf der Insel Príncipe wurden durch den Ausbruch des Ersten Weltkriegs 1914 verhindert. Der danach forcierte Automobilverkehr verdrängte auch auf São Tomé fortan den Bahnverkehr. Die staatliche Bahngesellschaft Caminho de Ferro de São Tomé stellte schließlich 1931 den Betrieb ein. Vereinzelt betrieben Besitzer von Plantagen (Roças) ihre Anschlüsse weiter. Die letzten Aufzeichnungen über rollende Wagen auf verbundenen Eisenbahngleisen auf São Tomé stammen aus dem Jahr 1950, danach wurden nur noch einzelne Gleise auf einigen Roças genutzt.
Die Wagen wurden durch Dampfloks angetrieben, von Eseln gezogen oder durch Windkraft mittels Segeln bewegt.